# Micael Bindefelds stipendium till minnet av Förintelsen
Micael Bindefelds stipendium till minnet av Förintelsen är en svensk stipendieutmärkelse utdelad av Micael Bindefelds stiftelse till minne av Förintelsen, båda instiftade år 2014.

## Historik
Evenemangsorganisatören Micael Bindefeld grundade år 2014 stiftelsen och stipendiet genom en initial donation på 5 miljoner kronor. Stipendiet på 300 000 kronor utdelas sedan 2015 årligen på Förintelsens minnesdag 27 januari till utvalda personer eller verksamheter för "att stödja dem som har en vilja att kommunicera, ge information, bildsätta eller på annat sätt förmedla kunskap till en bred svensk publik med berättelser om Förintelsen". Ofta är stipendiet avsett som stöd för kreativ, konstnärlig eller dokumenterande verksamhet med anknytning till Förintelsen och motverkandet av förföljelse av minoritetsgrupper. Stipendiet utdelas på olika platser relaterade till mottagarna av medlemmar i Sveriges kungahus.
Bindefeld hade släktingar som mördades i Förintelsen.

## Stipendiemottagare
- 2015 – Sara Sommerfeld, skådespelare, och Johan Romin, producent, för den familjebiografiska dokumentärfilmen Min farmor och Förintelsen, för "att de med den personliga berättelsens kraft bygger broar mellan den generation som utsattes för Förintelsen och dem som ärvt lidandets konsekvenser."
- 2015 – Örjan Henriksson, fotograf för den turnerande fotoutställningen Auschwitz KZ I-II, för "att han med ett enkelt grepp öppnar upp Förintelsens innersta rum där frånvaron av offer och förövare låter betraktaren ta plats. Obehagligt nära det närmast ofattbara."
- 2016 – Adina Krantz och Nadine Gerson för föreningen Zikaron för "att förverkliga drömmen om en organisation som ger tredje generationens överlevande möjlighet att föra minnet av Förintelsen vidare till skolelever över hela landet."
- 2017 – Jacob Mühlrad, kompositör, för ett körverk utgående från morfaderns erfarenheter; "Med morfaderns vittnesmål och de frågor Jacob aldrig fick svar på, väver han med musikens kraft samman en överlevandes berättelse och de följande generationernas ärvda sår i ett stycke som bär minnet av Förintelsen in i vår tid."
- 2018 – Mikael Jansson, fotograf, till stöd för hans omfattande porträttserie ”Witnesses” av överlevande från Förintelsen. "Genom att avbilda den sista generationens överlevande, bidrar Mikael Jansson till en ovärderlig dokumentation vars blotta existens blir ett levande bevis som omöjliggör för framtida generationer att förneka eller förminska Förintelsen."[2]
- 2019 – Priset delades mellan författarna Natalie Verständig (med syfte att sprida hennes bok till landet skolor) och Anders Rydell (för att han och förlaget översatt och spritt böcker som tidigare inte funnit på svenska).
- 2020 – Alexander Ekman får priset med syfte att göra en filminstallation som undersöker begreppet vanmakt. Det blir en kombination av en filmvisning och livedans som uppförs på konsthallen Artipelag på Värmdö utanför Stockholm.[3]
- 2021 – Daniel Leviathan med motiveringen "Daniel har med noggrann och respektfull forskning möjliggjort skapandet av en digital minnesplats över de Förintelseöverlevande som kom till Sverige men vars liv inte gick att rädda och som ligger begravda på Norra judiska begravningsplatsen. Projektet ökar kunskapen om en bortglömd del av svensk historia och öppnar dörren till de begravdas liv. På så vis får vi möjlighet att för lång tid framöver minnas dem och deras familjer. Inte enbart såsom offer för Förintelsen, utan för de liv de levde".[4]
- 2022 – Anna Florén, programchef på Voksenåsen kultursenter i Norge för hennes arbete med utbildning och hågkomstresor till Förintelsens minnesplatser i Norge.[5]
- 2023 – Johan Palmgren, för hans hans filmprojekt om insamlandet av föremål med koppling till Förintelsen.[6]
- 2024 – Thomas Johansson och  Christer Mattsson, forskare, för deras projekt om hur Förintelsen påverkat andra och tredje generationens överlevandes uppväxt i familjer där man medvetet eller omedvetet valt att radera sin judiska härkomst.[7]